# Biografielijst Se

## Sea

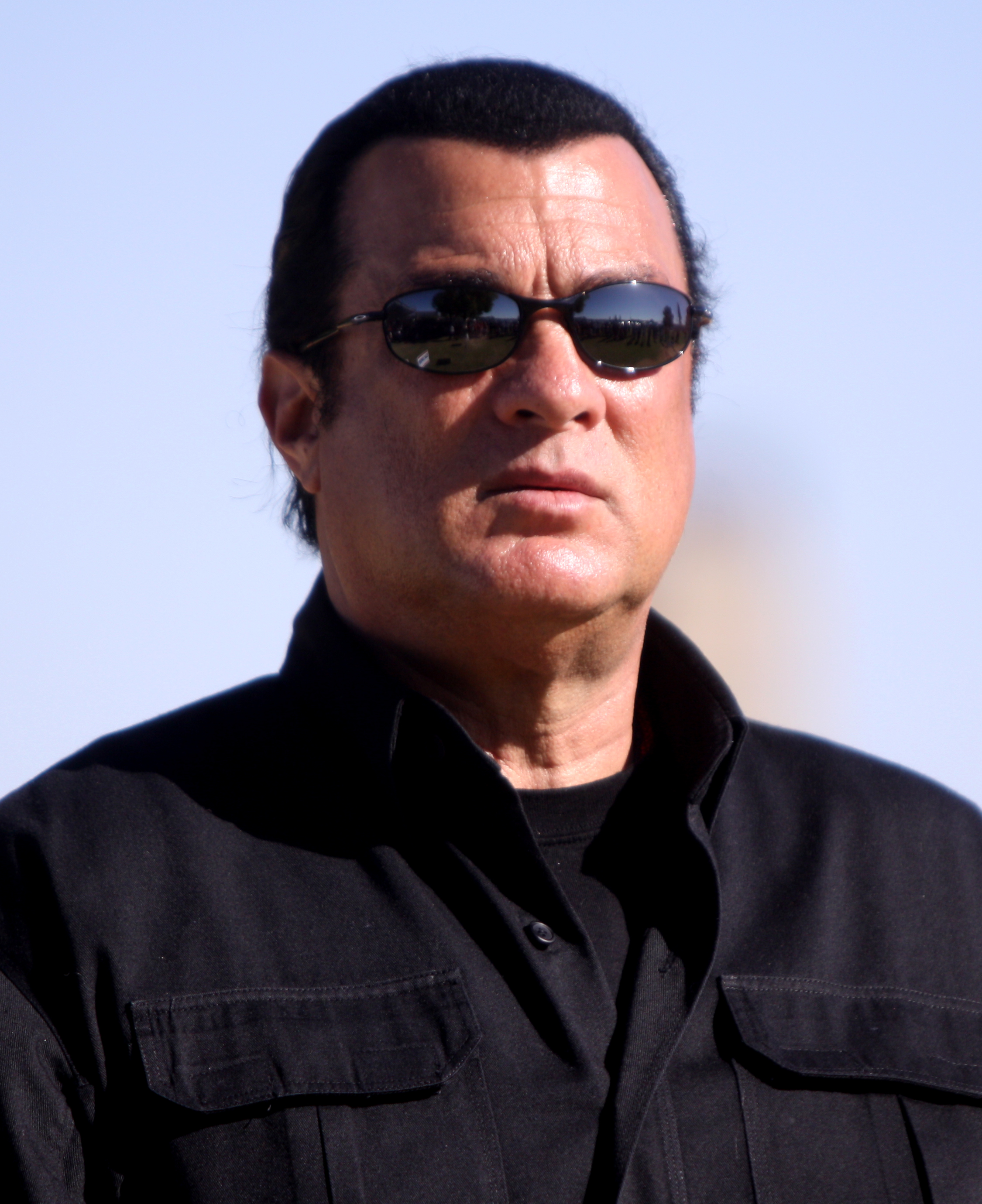
Steven Seagal (2012)

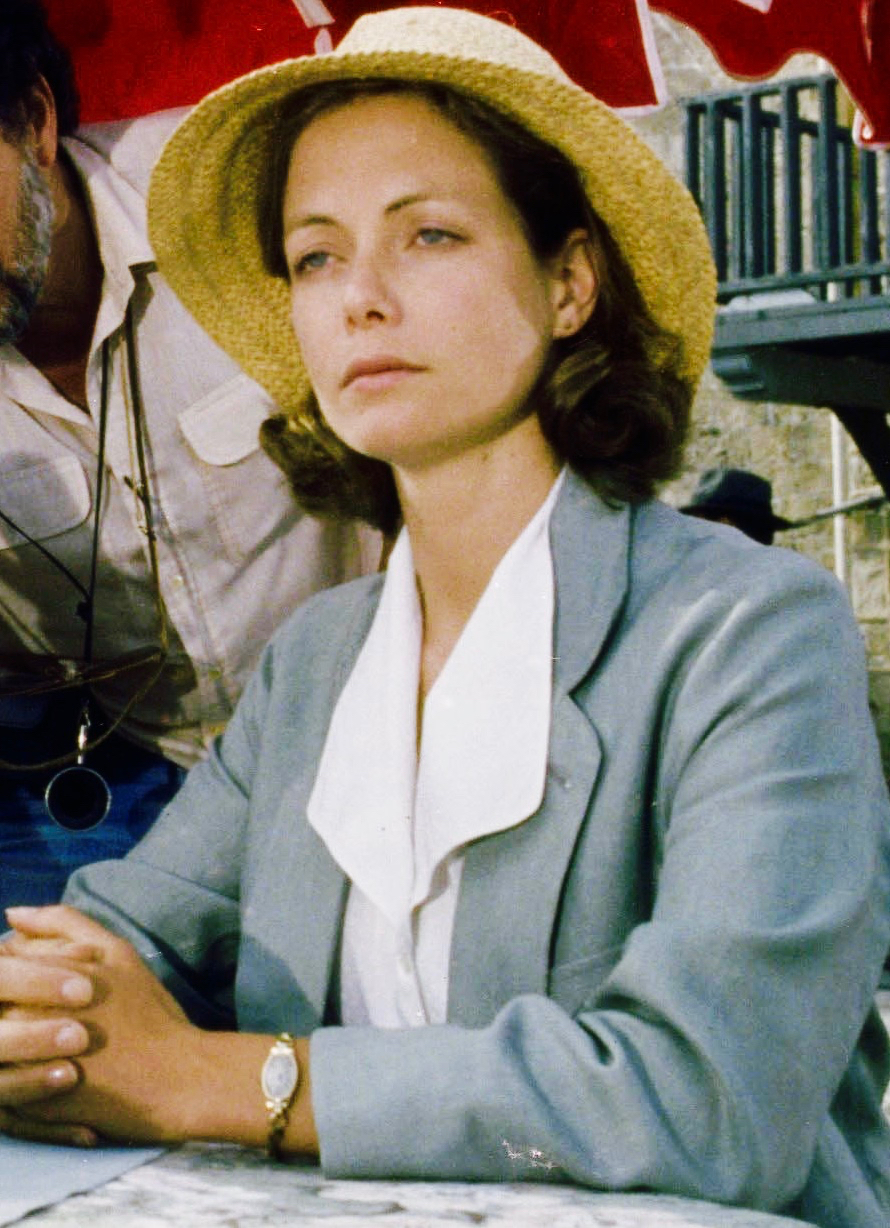
Jenny Seagrove (1988)

- Glenn Seaborg (1912-1999), Amerikaans schei- en natuurkundige
- Steven Seagal (1951), Amerikaans acteur
- Jenny Seagrove (1957), in Maleisië geboren Brits actrice
- Seal (1963), Brits zanger
- Teddy Sears (1977), Amerikaans acteur
- Jonathan Searle (1969), Brits roeier
- Gregory Searle (1972), Brits roeier

## Seb
- Marie Sebag (1986), Frans schaakster
- Sebastian (1949), Deens songwriter, componist en zanger
- Sergio Sebastiani (1931-2024), Italiaans geestelijke en kardinaal
- Gusztáv Sebes (1906-1986), Hongaars voetballer en voetbaltrainer
- Márta Sebestyén (1957), Hongaars zangeres
- Jan Sebille (1951), Belgisch atleet
- Mulu Seboka (1984), Ethiopisch atlete
- Rudolf von Sebottendorf (1875-1945), Duits avonturier
- Roman Šebrle (1974), Tsjechisch atleet
- Julia Sebutinde (1954), Soedanees rechtsgeleerde en rechter
- Sebá (1992), Braziliaans voetballer

## Sec
- Jon Secada (1962), Cubaans zanger en songwriter
- Doru Sechelariu (1992), Roemeens autocoureur
- Thione Ballago Seck (1955-2021), Senegalees zanger en songwriter
- Kyle Secor (1957), Amerikaans acteur en filmregisseur

## Sed

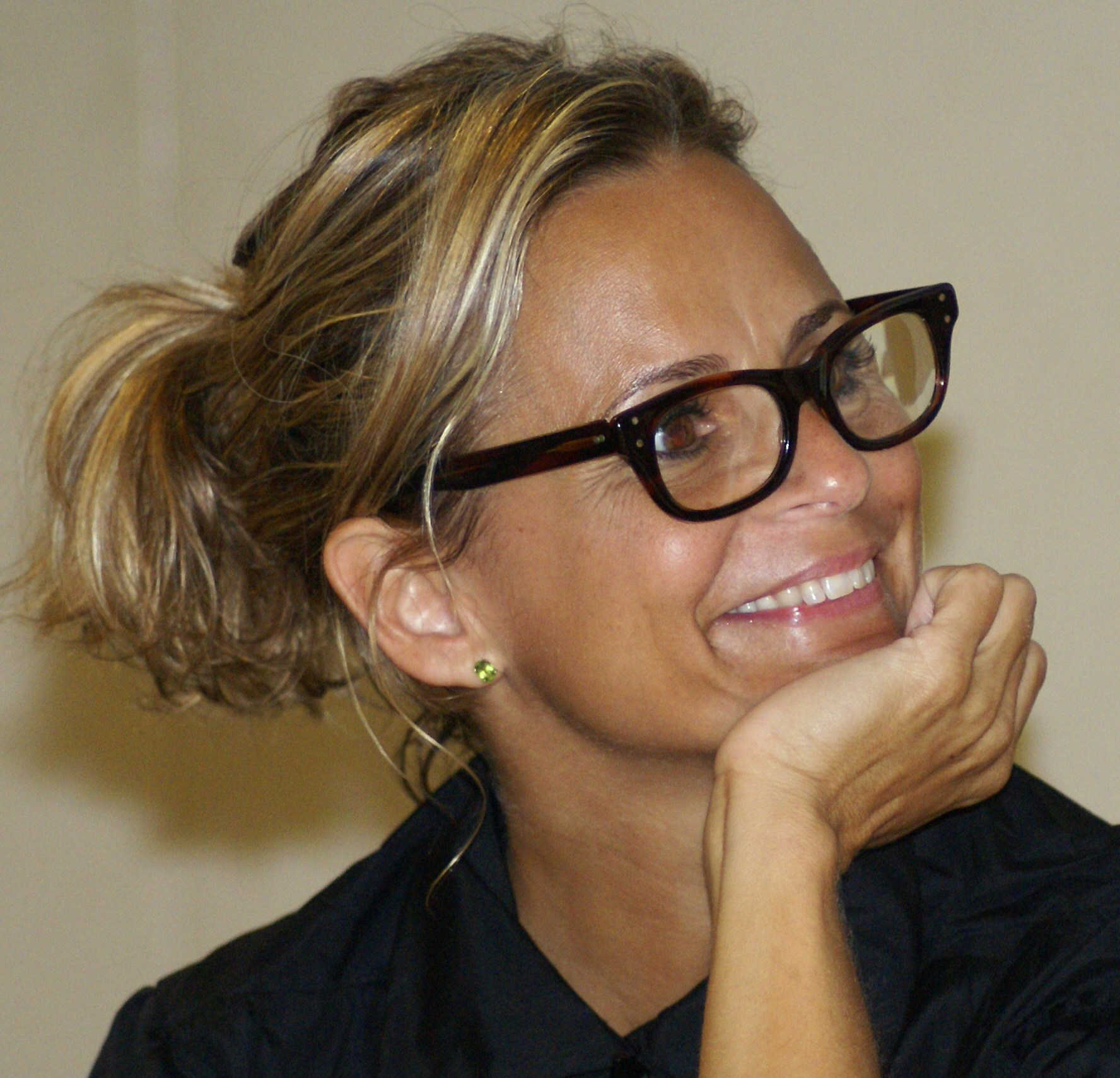
Amy Sedaris (2007)

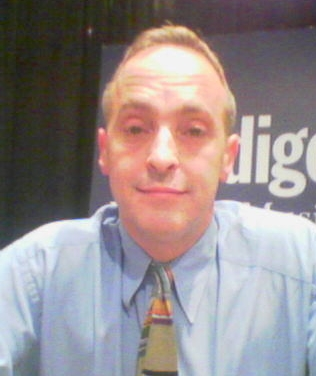
David Sedaris (2005)

- Amy Sedaris (1961), Amerikaans actrice, scenarioschrijfster en komiek
- David Sedaris (1956), Amerikaans auteur
- James Seddon (1815-1880), Amerikaans advocaat en politicus
- Eve Kosofsky Sedgwick (1950-2009), Amerikaans literatuur- en cultuurwetenschapper
- Kyra Sedgwick (1965), Amerikaans actrice
- Marcus Sedgwick (1968–2022), Brits schrijver en illustrator en muzikant
- Sergij Sednev (1983), Oekraïens biatleet
- Jules Sedney (1922-2020), Surinaams politicus
- Naomi Sedney (1994), Nederlands atlete
- Eddy Sedoc (1938-2011), Surinaams politicus en diplomaat
- Gregory Sedoc (1981), Nederlands atleet
- Jermaine Sedoc (1977), Nederlands atleet
- Randy Sedoc (1975), Nederlands atleet
- Roy Sedoc (1954), Surinaams-Nederlands atleet
- Petr Sedov (1990), Russisch langlaufer
- Anastasia Sedova (1995), Russisch langlaufster
- Joeri Sedych (1955), Oekraïens atleet

## See
- Allan George See (1931), Amerikaanse acteur, bekend onder de naam Gavin MacLeod
- Thomas Seebeck (1770-1831), Duits natuurkundige
- Emily Seebohm (1992), Australisch zwemster
- Clarence Seedorf (1976), Nederlands voetballer
- Miriam Seegar (1907-2011), Amerikaans actrice
- Melanie Seeger (1977), Duits atlete
- Pete Seeger (1919-2014), Amerikaans folkmuzikant
- Horst Seehofer (1949), Duits politicus
- Rodolphe William Seeldrayers (1876-1955), Belgisch sporter
- Uwe Seeler (1936-2022), Duits voetballer
- Björn Seeliger (2000), Zweeds zwemmer
- Finn Seemann (1944-1985), Noors voetballer

## Sef
- George Seferis (1900-1971), Grieks dichter
- Dino Sefir (1988), Ethiopisch atleet
- Molefi Sefularo (1957-2010), Zuid-Afrikaans arts en politicus

## Seg
- Anna Segal (1986), Australisch freestyleskiester
- Paolo Seganti (1965), Italiaans acteur en model
- Josh Segarra (1986), Amerikaans acteur
- Francesca Segat (1983), Italiaans zwemster
- Armand Segers (1848-1925), Belgisch politicus
- Ben Segers (1974), Belgisch acteur
- Ben Segers (1982), Belgisch politicus
- Carlos Segers (1900-1967), Argentijns astronoom
- Catharina Segers (1960), Belgisch atlete en politica
- Daniel Segers (2001), Belgisch atleet
- Frans Segers (1751 of 1752-1821), Zuid-Nederlands verzetsstrijder
- Frans Segers (1888-1969), Belgisch natuurbeschermer en priester
- Gert-Jan Segers (1969), Nederlands politicus, schrijver en zendeling
- Gustaaf Segers (1848-1930), Belgisch schrijver
- Hans Segers (1961), Nederlands voetballer en voetbaltrainer
- Isabella Segers (1865-1942), Belgisch politica
- Iwein Segers (1980), Belgisch zanger, acteur, komiek, cabaretier en schrijver
- Jan Segers (1929), Belgisch componist, muziekpedagoog, dirigent, klarinettist, saxofonist en redacteur
- Jo Segers (1932-2014), Nederlands socioloog en hoogleraar
- Johan Segers (1950), Belgisch kok
- Jozef Segers (1930-2010), Belgisch notaris en politicus
- Katia Segers (1967), Belgisch politica
- Ladislas Segers (1890-1961), Belgisch pater, missionaris en schrijver
- Leon Segers (1938), Nederlands voetballer
- Mathieu Segers (1976-2023), Nederlands historicus en hoogleraar
- Matteo Segers (1975), Belgisch politicus
- Noël Segers (1959), Belgisch wielrenner
- Paul Segers (1870-1946), Belgisch politicus
- Paul-Willem Segers (1900-1983), Belgisch politicus
- Rien Segers (1947), Nederlands literatuurwetenschapper en hoogleraar
- Theo Segers (1960), Nederlands onderwijzer, historicus, bestuurder en politicus
- Willy Segers (1958), Belgisch politicus
- Yves Segers (1971), Belgisch zanger
- Yves Segers (1978), Belgisch fluitist en dirigent
- Leif Segerstam (1944-2024), Fins componist en dirigent
- Emilio Segrè (1905-1989), Italiaans-Amerikaans natuurkundige en Nobelprijswinnaar
- Compay Segundo (1907-2003), Cubaans musicus
- Vicente Juan Segura (1955-2024), Spaans geestelijke
- Petar Šegvić (1930-1990), Joegoslavisch roeier

## Seh
- Hannibal Sehested (1842-1924), Deens politicus

## Sei

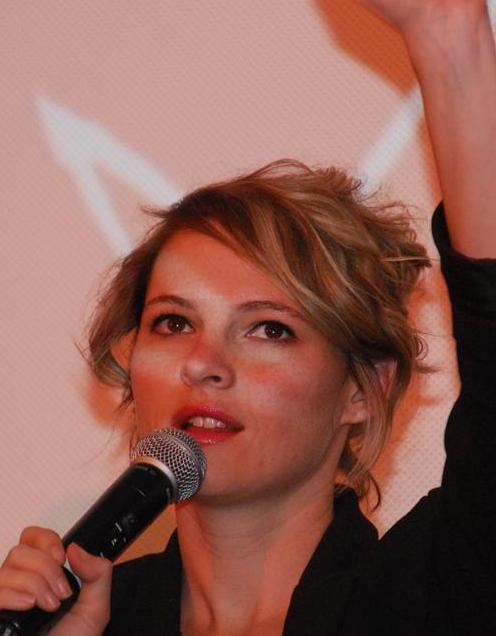
Amy Seimetz (2014)

- Erik Seidel (1959), Amerikaans pokerspeler
- Wolfgang Seidel (1926-1987), Duits autocoureur
- Gunnar Seidenfaden (1908-2001), Deens diplomaat en botanicus
- Mario Seidl (1992), Oostenrijks noordse combinatieskiër
- Ahmed Seif (ca. 1951-2014), Egyptisch journalist en mensenrechtenactivist
- Jaroslav Seifert (1901-1986), Tsjechisch schrijver, dichter en journalist
- Michael Seifert (1924-2010), Duits-Oekraïens SS'er en concentratiekampbewaker
- Zbigniew Seifert (1946-1979), Pools jazzviolist
- Armin Kurt Seiffert (1935), Amerikaans roeier
- Günther Seiffert (1937), Duits autocoureur
- Jacqueline Seifriedsberger (1991), Oostenrijks schansspringster
- Ainsley Seiger (1998), Amerikaans actrice
- Emmanuelle Seigner (1966), Frans model, actrice en zangeres
- Harry Seijben (1932-1978), Nederlands ondernemer en politicus
- Amy Seimetz (1981), Amerikaans actrice, filmproducente, filmregisseuse, scenarioschrijfster en filmeditor
- Jerry Seinfeld (1954), Amerikaans acteur, komiek en schrijver
- Klasina Seinstra (1968), Nederlands schaatsster
- Emile Seipgens (1837-1896), Nederlands schrijver
- Yasser Seirawan (1960), Amerikaans schaker
- Joseph Augustus Seiss (1823-1904), Amerikaans theoloog
- Dominic Seiterle (1975), Canadees roeier
- Bárbara Seixas (1987), Braziliaans beachvolleybalster
- Vic Seixas (1923-2024), Amerikaans tennisser
- José António Carlos de Seixas (1704-1742), Portugees componist

## Sej
- Fatmir Sejdiu (1951), Kosovaars rechtsgeleerde en politicus (o.a. president)

## Sek
- Tjerk Sekeris (1964), Belgisch politicus
- Yuhi Sekiguchi (1987), Japans autocoureur
- Shinobu Sekine (1943-2018), Japans judoka
- Masanori Sekiya (1949), Japans autocoureur
- Toshihiko Seko (1956), Japans atleet

## Sel
- Dudi Sela (1985), Israëlisch tennisser
- Lhasa de Sela (1972-2010), Mexicaans-Amerikaans singer-songwriter
- Haile Selassie (1892-1975), Koning van Ethiopië
- Vanessa Selbst (1984), Amerikaans pokerspeler
- David Selby (1941), Amerikaans acteur en auteur
- Mark Selby (1983), Engels snooker- en poolspeler
- Bart Seldeslachts (?), Belgisch politicus
- Joren Seldeslachts (1986), Belgisch acteur
- Aleksander Šeliga (1980), Sloveens voetballer
- Arie Selinger (1937), Israëlisch volleybalcoach
- Avital Selinger (1959), Nederlands volleyballer
- Shlomo Selinger (1928), Israëlisch-Frans beeldhouwer
- Jean-Claude Selini (1954), Frans motorcoureur
- Andrew Seliskar (1996), Amerikaans zwemmer
- Alexander Selkirk (1676-1723), Schots zeeman
- Peter Sellars (1957), Amerikaans toneelregisseur
- Marianne Selleger (1961), Nederlandse zangeres
- Peter Sellers (1925-1980), Engels acteur en komiek
- Herman Selleslags (1938-2024), Belgisch fotograaf
- Werner Sellhorn (1930-2009), Duits musicoloog
- Esther Sels (1982), Vlaams zangeres
- Jack Sels (1922-1970), Belgisch jazzmuzikant
- Matz Sels (1992), Belgisch voetballer
- Rosa Sels (1943), Belgisch wielrenster
- Ward Sels (1941), Belgisch wielrenner
- Wayne Selser (1920-1994), Amerikaans autocoureur
- Erika Seltenreich-Hodgson (1995), Canadees zwemster
- Katy Selverstone (1966), Amerikaans actrice
- Otto Selz (1881-1943), Duits psycholoog

## Sem

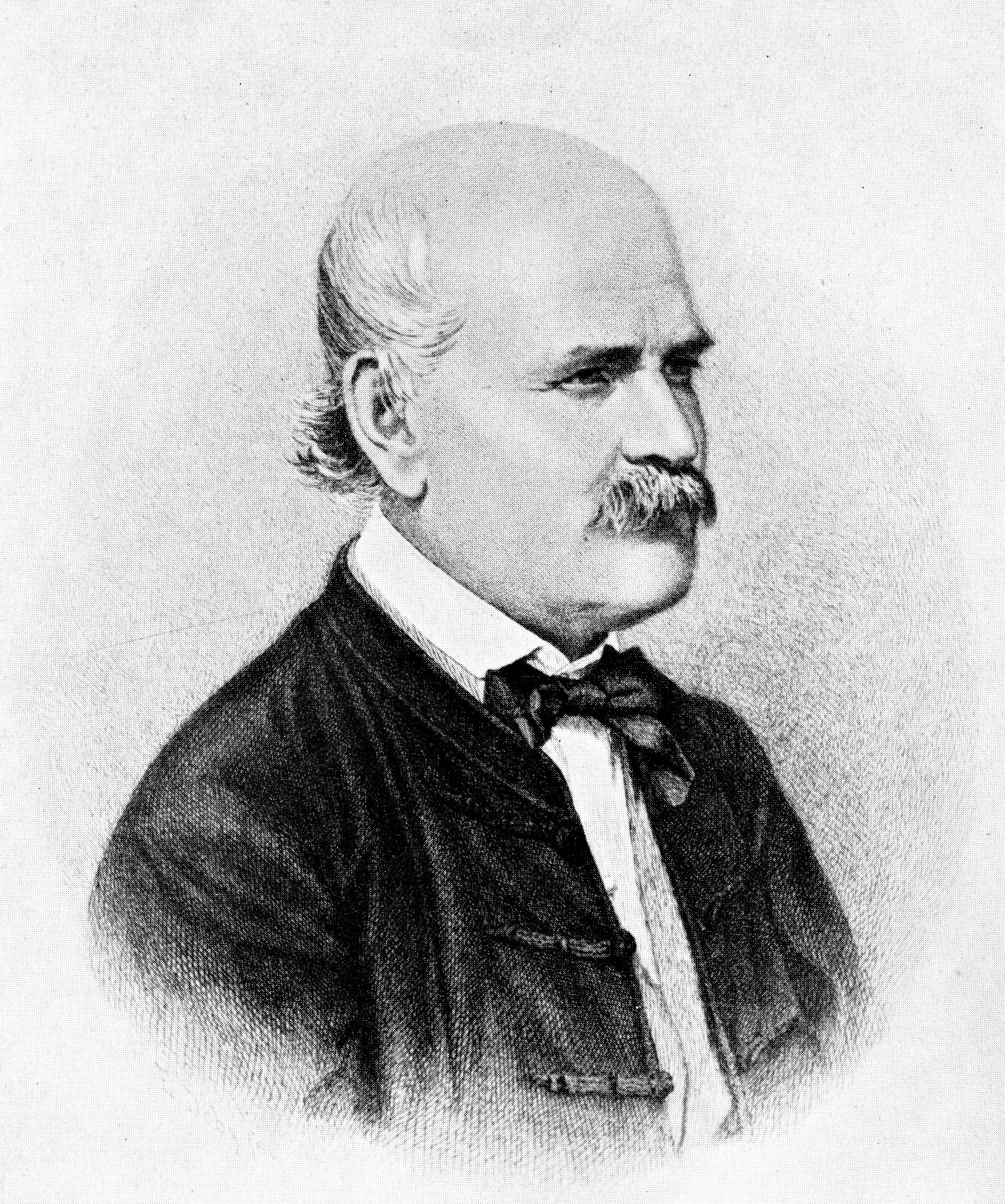
Ignaz Semmelweis

- Arthur Semay (1955-2010), Belgisch acteur
- Gil Semedo (1974), Kaapverdisch zanger
- Serhij Semenov (1988), Oekraïens biatleet
- Caster Semenya (1991), Zuid-Afrikaans atlete
- Valj Semerenko (1986), Oekraïens biatlete
- Vita Semerenko (1986), Oekraïens biatlete
- Jacob Gustaaf Semey (1864-1935), Belgisch architect en Vlaams activist
- Michaël Seminck (1985), Belgisch voetballer
- Galina Semjonova (1937-2017), Russische journaliste en Sovjet-Russische politica
- Marina Semjonova (1908-2010), Russisch balletdanseres
- Léon Semmeling (1940-2024), Belgisch voetballer
- Ignaz Semmelweis (1818-1865), Hongaars arts
- Stefan Semmler (1952), Oost-Duits roeier
- Jean-Jacques Sempé (1932-2022), Frans cartoonist en striptekenaar
- Carlos Semprún (1923-2009), Spaans schrijver en journalist
- Jorge Semprún (1923-2011), Spaans schrijver

## Sen
- Sushmita Sen (1975), Indiaas actrice
- Jacques Senard (1919-2020), Frans diplomaat
- Maurice Sendak (1928-2012), Amerikaans schrijver en illustrator van kinderboeken
- Willy Senders (1941), Nederlands voetballer
- Irena Sendler (1910-2008), Pools verzetsstrijder
- Joe Seneca (1919-1996), Amerikaans acteur en songwriter
- Seneca (+65), Romeins filosoof
- Alois Senefelder (1771-1834), Duits acteur, graficus en uitvinder
- Robert Senelle (1918-2013), Belgisch academicus en grondwetspecialist
- Nida Senff (1920-1995), Nederlands zwemster en olympisch kampioene
- Ludwig Senfl (ca.1486-ca.1543), Zwitsers componist
- Peter Senge (1947), Amerikaans bedrijfskundige
- Björn Sengier (1979), Belgisch voetballer
- Kamilla Senjo (1974), Duits tv-presentatrice, radio- en tv-journaliste
- Ayrton Senna (1960-1994), Braziliaans autocoureur
- Bruno Senna (1983), Braziliaans autocoureur
- Bud Sennet (1912-2003), Amerikaans autocoureur
- Paul de Senneville (1933-2023), Frans componist en muziekproducent
- Fritz Sennheiser (1912-2010), Duits uitvinder in de geluidsindustrie en ondernemer
- Simona Senoner (1993-2011), Italiaans langlaufster en schansspringster
- Hans Sens (1928-2008), Nederlands kernfysicus
- Joe Sentieri (1925-2007), Italiaans acteur en zanger
- Lidija Šentjurc (1911-2000), Sloveens politica en verzetsstrijder
- Han van Senus (1900-1976), Nederlands waterpoloër
- Ahmed al-Senussi (1933), Libisch legerleider en politicus

## Seo
- Seo Dong-myung (1974), Zuid-Koreaans voetballer
- Seol Ki-Hyeon (1979), Zuid-Koreaans voetballer

## Sep
- Hadi Sepehrzad (1983), Iraans atleet
- Andreas Seppi (1984), Italiaans tennisser
- Jacques Septon (1933-2019), Belgisch atleet

## Seq
- Douglas Sequeira (1977), Costa Ricaans voetballer
- Juanito Sequeira (1982), Nederlands voetballer
- Valdemar Sequeira (1961), Portugees componist en dirigent

## Ser

Valentin Serov

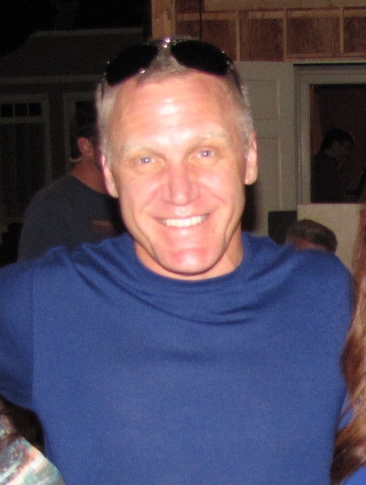
Terry Serpico

- Q.S. Serafijn, pseudoniem van Robert Hack (1960-2024), Nederlands beeldhouwer, installatiekunstenaar, fotograaf en schrijver
- Albert Sercu (1918-1978), Belgisch wielrenner
- Arthur Sercu (1895-1969), Belgisch politicus en vakbondsbestuurder
- Christophe Sercu (?), Belgisch wielermanager
- Mathias Sercu (1970), Belgisch acteur, regisseur en schrijver
- Patrick Sercu (1944), Belgisch wielrenner
- Suat Serdar (1997), Duits-Turks voetballer
- Ani-Matilda Serebrakian (1989), Armeens alpineskiester
- Jekaterina Serebrjanskaja (1977), Oekraïens ritmisch gymnaste
- Serek I (ca.3100 v.Chr.), farao van Egypte
- Giancarlo Serenelli (1981), Venezolaans autocoureur
- Paul Sereno (1957), Amerikaans paleontoloog
- Thulani Serero (1990), Zuid-Afrikaans voetballer
- Kamiel Sergant (1935-2021), Vlaams zanger
- Ingeborg Sergeant (1966), Vlaams zangeres en presentatrice
- Sergej Aleksandrovitsj van Rusland (1857-1905), vijfde zoon van tsaar Alexander II van Rusland
- Sergio (1965), Belgisch zanger
- Anthony Šerić (1979), Australisch-Kroatisch voetballer
- Marija Šerifović (1984), Servisch zangeres
- Tamaki Serizawa (1972), Japans motorcoureur
- Erick Sermon (1967), Amerikaans rapper en muziekproducent
- François Sermon (1923-2013), Belgisch voetballer
- Hendrik Sermon (1833-1904), Belgisch schrijver en Vlaams activist
- Giorgio Sernagiotto (1981), Italiaans autocoureur
- Pierre Seron (1942 - 2017), Belgisch striptekenaar
- Valentin Serov (1865-1911), Russisch kunstschilder
- Terry Serpico (1964), Amerikaans stuntman en acteur
- Florent Serra (1981), Frans tennisser
- Richard Serra (1938-2024), Amerikaans beeldhouwer en videokunstenaar
- Félix Serrallés (1992), Puerto Ricaans autocoureur
- Irma Serrano (1933-2023), Mexicaans zangeres, actrice en politica
- Nestor Serrano (1955), Amerikaans acteur
- Michel Serrault (1928-2007), Frans filmacteur
- Antonio Serravalle (2002), Canadees autocoureur
- Michel Serres (1930-2019), Frans filosoof
- Ignacio Serricchio (1982), Argentijns/Amerikaans acteur
- Quentin Serron (1990), Belgisch basketballer
- Doug Serrurier (1920-2006), Zuid-Afrikaans autocoureur
- Henri-Emile t'Serstevens (1868-1933), Belgisch fotograaf
- Grégory Sertić (1989), Frans-Kroatisch voetballer
- Albert Servaes (1883-1966), Belgisch kunstschilder
- Mary Servaes (1919-1998), Nederlands zangeres
- Adrien François Servais (1807-1866), Belgisch cellist en componist
- Albert Servais (1915-1994), Belgisch politicus
- Edouard Servais (1872-1942), Belgisch politicus
- Émile Servais (1847-1928), Luxemburgs politicus
- Emmanuel Servais (1811-1890), Luxemburgs politicus
- Jean Servais (1856-1946), Belgisch procureur-generaal en politicus
- Jean Servais (1910-1976), Belgisch acteur
- Jean-Claude Servais (1956), Belgisch striptekenaar
- Léon Servais (1907-1975), Belgisch syndicalist en politicus
- Maurice Servais (1883-1961), Belgisch politicus
- Paul Servais (1914-1978), Belgisch politicus
- Raoul Servais (1928-2023), Belgisch cineast
- Annie Servais-Thysen (1933-2022), Belgisch politica
- David Servan-Schreiber (1961-2011), Frans journalist en psychiater
- Jean-Jacques Servan-Schreiber (1924-2006), Frans journalist, publicist en politicus
- Michael Servet (1511-1553), Spaans reformator
- Matt Servitto (1965), Amerikaans acteur
- Kelsey Serwa (1989), Canadees freestyleskiester
- Julien Serwy (??), Belgisch atleet

## Ses
- Ivan Sesar (1989), Bosnisch-Kroatisch voetballer
- Nícolas Sessler (1994), Braziliaans wielrenner
- Patrick Sessler (1958), Belgisch politicus
- Marija Šestak (1979) Joegoslavisch/Servisch/Sloveens atlete

## Set
- Teesta Setalvad (1962), Indiaas journalist, uitgever en mensenrechtenverdediger
- Hendrik Setrowidjojo (1956), Surinaams politicus
- Tony Settember (1926), Amerikaans autocourueur

## Seu
- Frans van Seumeren (1950), Nederlands zakenman
- Michel Seuphor (1901-1999), Belgisch kunstenaar
- Georges Seurat (1859-1891), Frans kunstschilder
- Pieter Seuren (1934-2021), Nederlands taalkundige

## Sev
- Louis Sévèke (1964-2005), Nederlands activist, journalist en publicist
- Luc Sevenhans (1954), Belgisch politicus
- Arjen Sevenster (1881-1973), Nederlands landbouwer, geoïst en landhervormer
- Hanna Sevenster (1963), Nederlands juriste en staatsraad
- Maria Severa (1820-1846), Portugees fadozangeres
- Déodat de Séverac (1872-1921), Frans componist
- Lodewijk Severeijns (1872-1957), Belgisch activist binnen de Vlaamse beweging
- Carlos Sevilla (1950), Ecuadoraans voetballer en voetbalcoach
- Oblique Seville (2001), Jamaicaans atleet
- Halina Sevruk (1929-2022), Oezbeeks beeldhouwster

## Sex
- Brent Sexton (1967), Amerikaans acteur
- Leo Sexton (1909–1968), Amerikaans atleet
- Mike Sexton (1947-2020), Amerikaans professioneel pokerspeler

## Sey

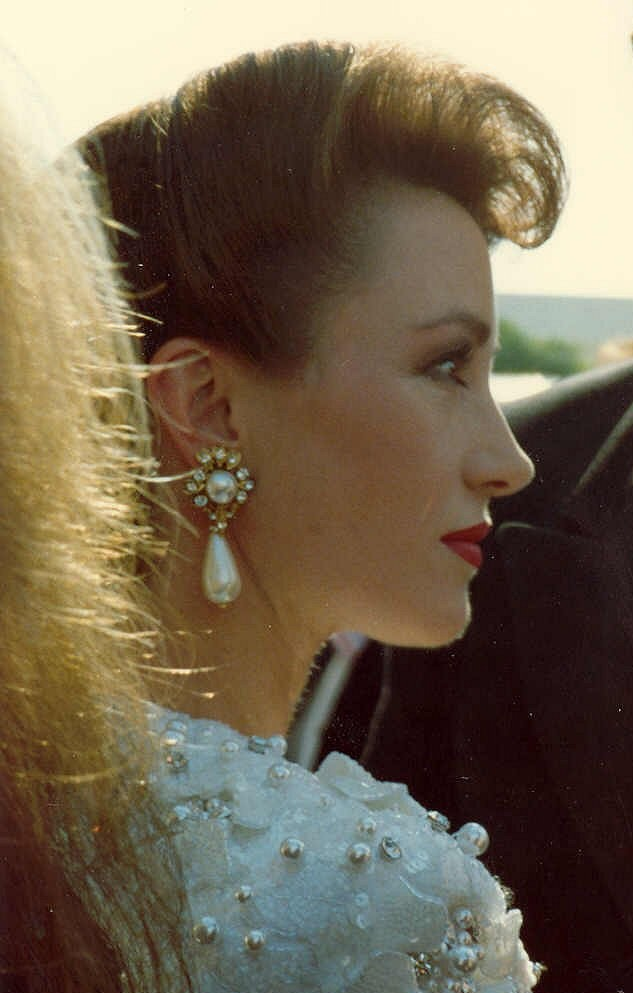
Jane Seymour (1988)

- Walther von Seydlitz (1888-1976), Duits generaal
- Juliane Seyfarth (1990), Duits schansspringster
- Carl Keenan Seyfert (1911-1960), Amerikaans astronoom
- Gabriele Seyfert (1948), Oost-Duits kunstschaatsster
- Jane Seymour (1951), Brits actrice
- Nick Seymour (1958), Australisch bassist
- Maurice Seynaeve (1909-1998), Belgisch veldrijder
- Valérie Seyns (1977), Belgisch politica
- Delphine Seyrig (1932-1990), Frans actrice
- Arthur Seyss-Inquart (1892-1946), Oostenrijks advocaat, nazipoliticus en oorlogsmisdadiger

## Sez
- Ahmet Sezer (1941), Turks rechter en president